# Harry Houdini
Harry Houdini (Budapest, 24 de març de 1874 - Detroit, 31 d'octubre de 1926), nascut Erik Weisz (nom que fou canviat a Ehrich Weiss en immigrar als Estats Units), fou un artista d'escapament, il·lusionista i acròbata nord-americà d'origen hongarès, conegut per la facilitat que tenia per l'escapisme. El seu pseudònim és una referència al seu mestre espiritual, el mag francès Robert-Houdin (1805–1871).
Primer va cridar l'atenció al vodevil als Estats Units i després com a "Harry 'Handcuff' Houdini" en una gira per Europa, on va desafiar les forces policials a mantenir-lo tancat. Aviat va ampliar el seu repertori per incloure cadenes, cordes penjades de gratacels, camises de força sota l'aigua i haver d'escapar i aguantar la respiració dins d'una llauna tancada amb aigua a dins.
El 1904, milers de persones van veure com intentava escapar de les manilles especials encarregades pel Daily Mirror de Londres, mantenint-les en suspens durant una hora. En una altra acrobàcia se'l va veure enterrat viu i només va poder pujar a la superfície emergint en un estat al límit de les seves forces. Mentre que molts sospitaven que aquestes fuites eren falsificades, Houdini es va presentar com el flagell dels falsos espiritistes. Com a president de la Society of American Magicians, tenia ganes de mantenir els estàndards professionals i denunciar els artistes fraudulents. També es va afanyar a demandar a qualsevol que imités les seves acrobàcies d'escapada.
Houdini va fer diverses pel·lícules, i va deixar d'actuar quan no era rendible econòmicament. També era un gran aviador i pretenia convertir-se en el primer home a pilotar un avió motoritzat a Austràlia.

## Naixement i nom
Houdini nasqué a Budapest, Hongria. Una còpia del seu certificat de naixement es trobà i publicà a The Houdini Birth Research Committee’s Report (1972). El cognom de la seva família, Weiß, és alemany, i en català significa "blanc". Tanmateix, Houdini deia a les seves entrevistes que havia nascut a Appleton (Wisconsin), el 6 d'abril de 1874.
El pare de Houdini fou Mayer Samuel Weiss (1829-1892), un rabí; la seva mare fou Cecilia Steiner (1841-1913). Ehrich va tenir sis germans: Herman M. (1885); Nathan J. Weiss (1870-1927); Gottfried William Weiss (1872-1925); Theodore Weiss (Dash) (1876-1945) Leopold D. Weiss (1879-1962); i Gladys Carrie Weiss (1882-?).
Va immigrar amb la família als Estats Units el 3 de juliol de 1878, a l'edat de quatre anys, al SS Fresia amb la seva mare (que estava llavors embarassada) i els seus quatre germans. El nom de Houdini s'anotà com a Ehrich Weiss. Els seus amics li deien "Ehrie" o "Harry".
Al principi, visqueren a Appleton (Wisconsin), on el pare treballava com a rabí dins d'una congregació jueva reformista. El 1880, la família vivia a Appleton Street. El 6 de juny de 1882, el rabí Weiss es convertí en ciutadà americà, i visqueren a un hostal a East 79th Street. El rabí Weiss més tard s'uniria a la resta de la família quan trobés una casa més estable. De nen, Ehrich aprengué diversos oficis. Va debutar públicament amb sis anys com a artista del trapezi, i es va anomenar a ell mateix Ehrich, the prince of the air (Ehrich, el príncep de l'aire). Weiss es convertí en mag professional i començà a dir-se "Harry Houdini", per la gran influència del mag francès Jean Eugène Robert-Houdin. El seu amic Jack Hayman li digué que en francès, afegint-hi una "i", significaria com Houdin. Posteriorment, Houdini diria que el seu primer nom, Harry, l'havia pres com un homenatge a Harry Kellar, el qual Houdini admirava. No obstant això, és més plausible que "Harry" derivés del seu sobrenom.

## Carrera
Inicialment, la carrera de màgia de Houdini va tenir poc èxit. Actuà a museus i actes secundaris, i fins i tot doblegà a "The Wild Man" al circ. Houdini, al principi, se centrava en trucs tradicionals de cartes. Va arribar a ser el "King of Cards", però aviat començà a experimentar amb actes d'escapisme. El 1893, mentre actuava amb el seu germà "Dash" a Coney Island com a "The Brothers Houdini", Harry conegué i es casà amb la seva companya d'actuacions Wilhelmina Beatrice (Bess) Rahner. Na Bess reemplaçaria en Dash en les actuacions. Tota la resta de la seva vida, Bess va treballar com a assistent de Houdini.

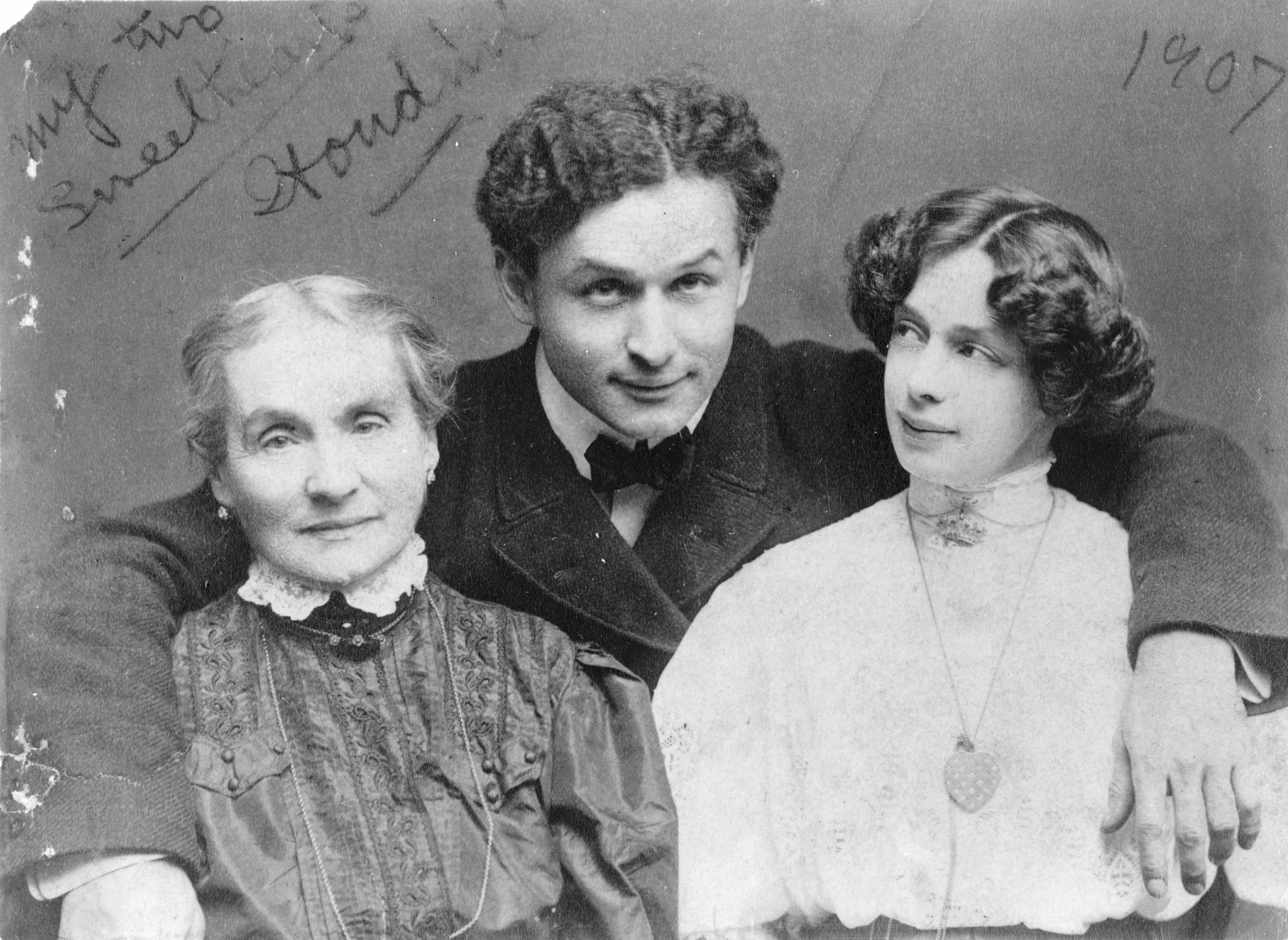
"My Two Sweethearts". La muller de Houdini i la seva mare. ca. 1907.

El gran èxit de Houdini arribà el 1899 quan conegué el mànager Martin Beck. Impressionat amb les actuacions de Houdini, Beck li va aconsellar que es concentrés en l'escapisme. Beck va aconseguir que participés en el circuit Orpheum de vodevil. En pocs mesos va situar-se en els primers llocs a les cases de vodevil del país. Després de tot això, el 1900, Beck proposà que Houdini fes una gira per Europa.
Houdini fou una sensació a Europa, on hi fou àmpliament conegut com a "The Handcuff King" (rei de les manilles). Va poder viatjar per Anglaterra, Escòcia, els Països Baixos, Alemanya, França i Rússia. En cada ciutat, Houdini reptava la policia local per mantenir-lo dintre d'una cel·la. A Rússia, Houdini s'escapà d'un vagó de transport de presoners siberià. A Colònia demandà un oficial de policia, Werner Graff, per haver dit que Houdini havia aconseguit escapar-se mitjançant suborns. El mag va guanyar el cas quan obrí la caixa forta del jutge (no obstant, Houdini declararia més tard que el jutge havia oblidat tancar la caixa). Amb la seva riquesa i el seu èxit, va adquirir un vestit que havia estat fet, suposadament, per a la Reina Victòria. Celebrà llavors una gran recepció en la qual va presentar la seva mare amb el vestit a tots els seus familiars. Houdini digué que havia estat el dia més feliç de la seva vida. El 1904 el mag tornà als Estats Units i comprà una casa per 25.000$. La casa encara existeix.

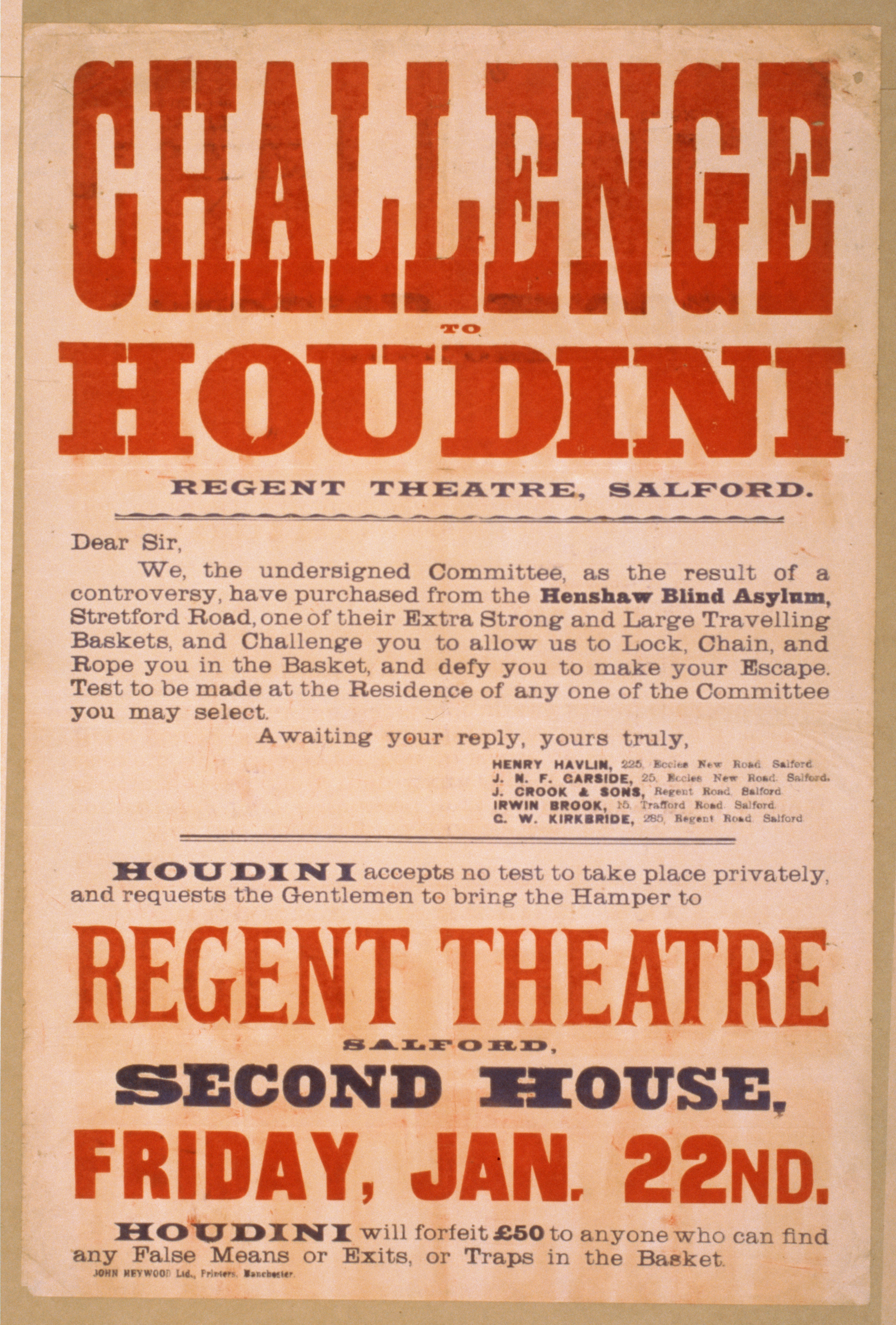
Anunci promocionant un repte.

Des de 1907 i al llarg de 1910 Houdini actua amb gran èxit als Estats Units. Sortiria de cel·les, manilles, cadenes, sogues i camises de força, sovint mentre es penjava d'una soga davant d'un públic de carrer. Degut als imitadors i a una audiència reptadora, el 25 de gener de 1908 Houdini deixà l'acte de les manilles i començà a escapar d'un bidó tancat ple d'aigua. La possibilitat que es produís un error i la seva mort entusiasmava el públic. Però també expandeix el seu repte d'escapisme –el qual convidava el públic a cercar qualsevol cosa que el mantingués– per incloure caixes de claus, calderes amb rebladures, llençols mullats i fins i tot l'estómac d'una balena. Hi hagué un moment en què uns fabricants de cervesa el reptaren a escapar-se d'un bidó ple de cervesa. Molts d'aquests reptes foren organitzats per comerciants locals, i, probablement, aquestes reptes siguin un dels primers usos de màrqueting massiu. En comptes de promoure la idea que els esperits l'ajudaven, com feien els Davenport Brothers i d'altres, la publicitat de Houdini el mostrava fent l'escapisme a través de la desmaterialització, encara que Houdini mai deia que tingués poders sobrenaturals.

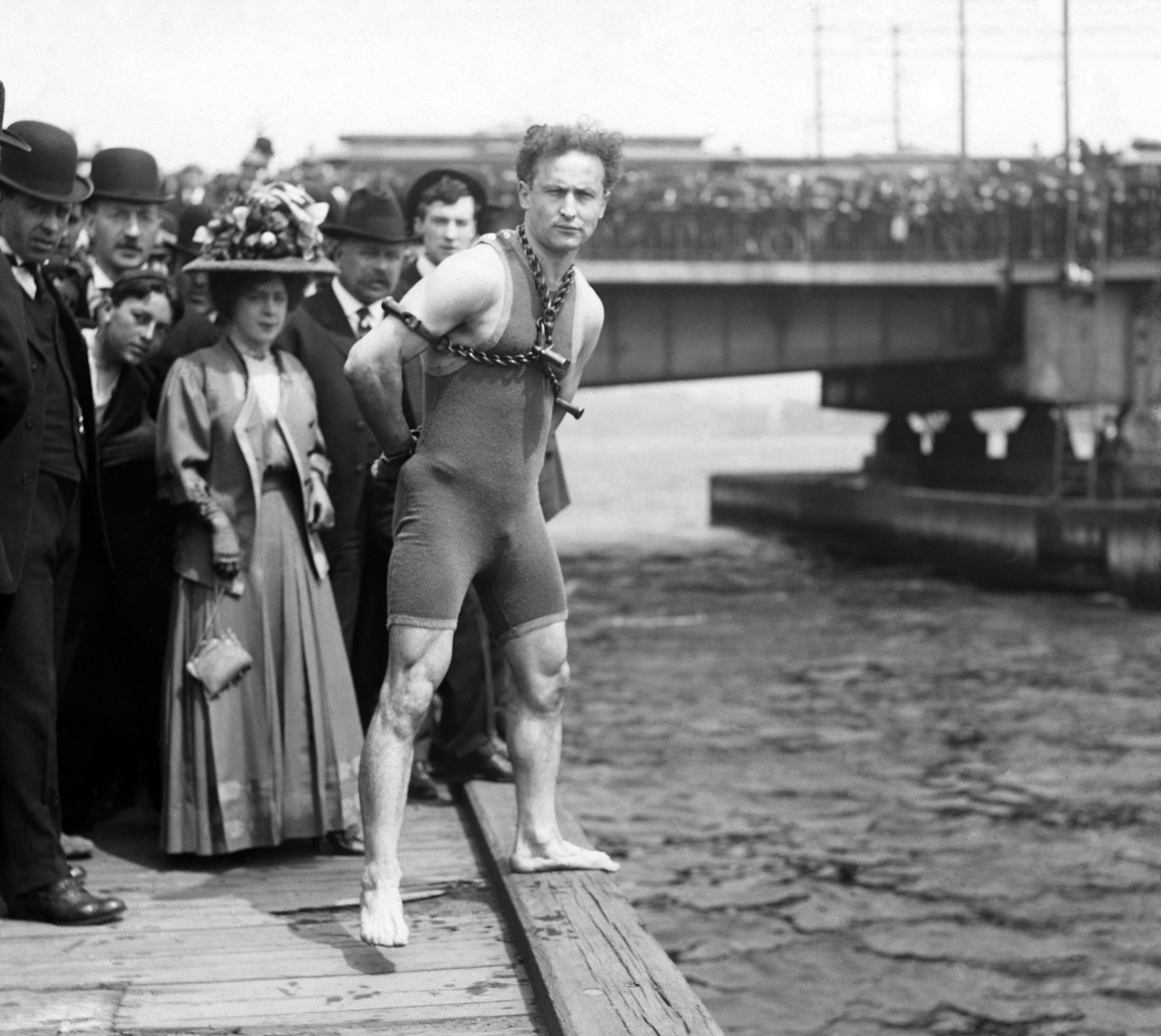
Harry Houdini abans de saltar del pont de Harvard a Boston el 1908

El 1912 Houdini introduí la que potser és la més famosa de les seves actuacions: la cambra de tortura xinesa, en la qual estava suspès de cap per avall en una cabina tancada, de ferro i vidre, plena d'aigua. L'acte requeria que Houdini aguantés la respiració més de tres minuts. Houdini el portà a terme durant la resta de la seva carrera.
Houdini explicà alguns dels seus trucs en llibres escrits per a la germanor de màgia al llarg de la seva carrera. A Handcuff Secrets (1909), revelà quants panys i manilles podrien obrir-se aplicant la força. Altres vegades duia ocultes claus que regurgitava quan volia. Quan es lligava en sogues o camises de força, eixamplava els muscles i el pit, movent els seus braços i desllorigant-se els muscles. Desprendre's de les camises de força ho feu en un començament darrere d'unes cortines, amb ell sortint lliure al final. No obstant això, el germà de Houdini, que era també un artista de l'escapisme, descobrí que l'audièndia s'impressionava i s'entretenia més quan no hi havia cortines, de forma que podien veure com lluitava per escapar-se.
La major part de la seva carrera, Houdini actuà al vodevil. Molts anys fou l'artista millor pagat del vodevil americà. Un dels seus més notables espectacles fou portat a terme al New York’s Hippodrome Theater quan feu desaparèixer un elefant adult de l'escenari.
El 1923, Houdini es convertí en president de Martinka&Co., la companyia de màgia més antiga d'Amèrica. El negoci encara es troba operatiu avui dia. Fou també el president de la Society of American Magicians (S.A.M) des de 1917 fins a la seva mort, el 1926. Els seus darrers anys creà el seu propi show, "3 Shows in One: Magic, Escapes, and Fraud Mediums Exponed".

### Escapades notables

#### L'escapada del Mirror

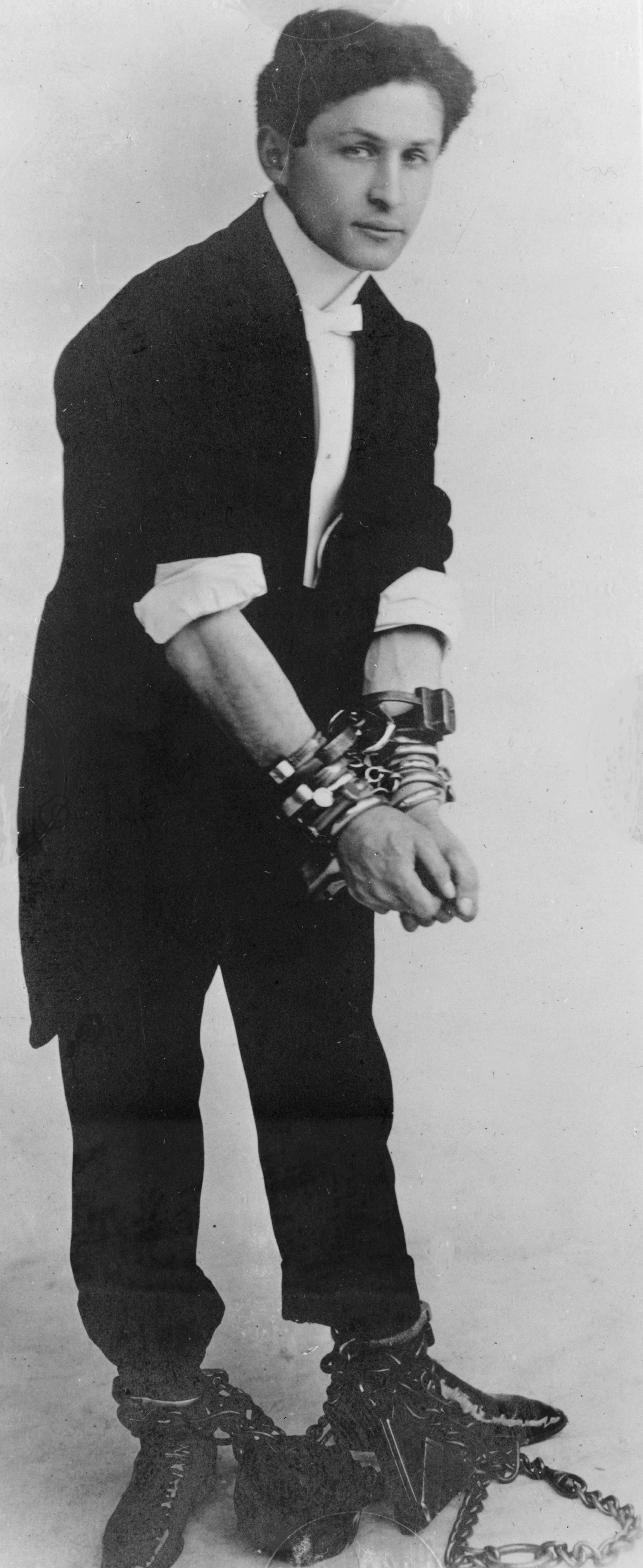
Harry Houdini, c. 1905

El 1909, el periòdic de Londres Daily Mirror reptà Houdini a escapar-se d'unes manilles especials que suposadament el seu creador, Nathaniel Hart un serraller de Birmingham, havia trigat cinc anys a construir. Houdini acceptà el repte el 20 de març durant una actuació al London Hippodrome theater. 4000 persones i més de 100 periodistes hi anirien a veure l'esveniment. L'intent d'escapada durà més d'una hora, durant el qual Houdini sortí del seu "ghost house" (mètode d'escapada) diverses vegades. En una ocasió, preguntà si podien treure-li les manilles per llevar-se l'abric. El representant del Mirror, Basse Parker, s'hi negà, adduint que Houdini podria tenir avantatge si veia com s'obrien les manilles. Houdini tragué una navalla, la qual emprà per tallar el seu abric i treure-se'l. Al cap d'uns 56 minuts, la dona de Houdini aparegué a l'escenari i li va fer un petó. Es creu que a la seva boca hi duia la clau per obrir les manilles. Houdini aleshores tornà darrere la cortina. Després d'una hora i sis minuts, Houdini aparegué lliure. Desfilà damunt d'un públic que l'aclamava fins al punt que acabà plorant. Houdini diria d'aquella escapada que havia estat la més complicada de tota la seva carrera.
Després de la mort de Houdini, el seu amic, Will Goldstone, publicà al seu llibre, Sensacional Tales of Mystery Men, que Houdini havia estat vençut aquell dia, li havia demanat ajuda a la seva muller. Goldstone arriba a dir que Bess havia suplicat al representant del Mirror que li donés la clau i que aquest la hi havia donat dins d'un got d'aigua. Biògrafs moderns han trobat proves que demostren que tot el repte del Mirror havia estat preparat per Houdini i el diari.

#### El bidó de llet
El 1908, Houdini introduí la seva invenció original, l'escapada del bidó de llet. A tal efecte, Houdini seria emmanillat i introduït dintre d'un gran bidó de llet ple d'aigua i faria la seva escapada darrere d'una cortina. Com a part de l'efecte, Houdini convidaria a uns quants membres del públic perquè aguantessin la seva respiració juntament amb ell mentre que era dins del bidó. Anunciat amb una dramàtica publicitat que proclamava "Un error comporta la mort per ofegament", l'escapada fou tot un èxit. Houdini només feu el bidó de llet com a part regular del seu acte durant quatre anys, però romangué com un dels efectes més associats a l'artista de l'escapisme. El germà de Houdini, Theodore Hardeen, continuà portant a terme el bidó de llet fins als anys 1940.

#### La Cambra de Tortura Xinesa
Degut al gran nombre d'imitadors de l'escapada del bidó de llet, el 1911 Houdini substituí el bidó de llet per la seva escapada més famosa: la Cambra de Tortura Xinesa. En aquesta escapada, els peus de Houdini estaven atrapats, i era penjat de cap per avall dins d'un tanc ple d'aigua. La cel·la de metall tenia un vidre frontal, a través del qual el públic podia veure perfectament Houdini. Una cortina ocultava la seva escapada. En les primeres versions una gàbia metàl·lica era introduïda a la cel·la, i Houdini era a dins.
La cel·la original es construí a Anglaterra, on Houdini hi actuà per primer cop davant un públic d'una persona com a part d'un acte al qual denominà "Houdini cap per avall" per poder aconseguir el seu copyright. Houdini continuaria realitzant l'escapada fins a la seva mort, el 1926. Malgrat que hi ha dues pel·lícules en les quals Houdini mor a la cel·la de tortura, l'escapada no va tenir res a veure amb la seva defunció.

#### Escapada penjat amb camisa de força
Una de les actuacions més populars de Houdini era aquella en què es trobava suspès en l'aire, lligat pels turmells, vestit amb una camisa de força. Houdini se n'escapava a la vista de tothom.

## Pioner aviador
El 1909 quedà entusiasmat amb l'aviació. El mateix any, adquirí un biplà francès per 5.000 dòlars i contractà un mecànic a temps complet, Antonio Brassac. Houdini va pintar el seu nom als costats de l'avió. Després de tenir un contratemps, Houdini feu el seu primer i reeixit vol el 16 de novembre a Hamburg, Alemanya.